# Raïon de Tchertkovo
Le raïon de Tchertkovo (en russe : Чертко́вский райо́н, Tchertkovski raïon) est une subdivision de l'oblast de Rostov, en Russie. Son centre administratif est Tchertkovo.

## Géographie
Le raïon de Tchertkovo couvre 2 766 km2 et est situé au nord de l’oblast de Rostov. Sa frontière nord est limitrophe de l’oblast de Louhansk (Ukraine).

## Histoire
Le raïon est formé en 1920 sous le nom de raïon de Mankovo-Kalitenskaïa. Il prend le nom de Tchertkovo en 1934 et existe sous sa forme actuelle depuis 1965.

## Population
La population de ce raïon s’élevait à 34 145 habitants en 2016.

## Subdivisions territoriales
Le raïon comprend quatorze communautés rurales :
- Communauté rurale de Alexeïevo-Lozovskoïe
- Communauté rurale du Don
- Communauté rurale de Zoubrilinski
- Communauté rurale de Kouteïnikovo
- Communauté rurale de Mankovo
- Communauté rurale de Mikhaïlovo-Alexandrovka
- Communauté rurale de Naguibine
- Communauté rurale d’Olkhovtchik
- Communauté rurale d’Ossikovo
- Communauté rurale de Setraki
- Communauté rurale de Sokhanovka
- Communauté rurale de Tchertkovo
- Communauté rurale de Cheptoukhova
- Communauté rurale de Chtchedrovka